# Acerra
Acerra (łac. Acerrae) – miasto i gmina we Włoszech, w regionie Kampania, w prowincji Neapol, nad rzeką Cianis.
Według danych z 2004 r. gminę zamieszkiwało 44 401 osób, 822,2 os./km².

## Historia
Miasto zostało założone przez Etrusków. W 216 p.n.e. został zdobyte i zburzone przez Hannibala, odbudowane w roku 210 p.n.e. jako wojskowa kolonia. Od XI wieku siedziba biskupa.